# Rudolf Thurneysen
Eduard Rudolf Thurneysen (født 14. marts 1857 i Basel, død 9. august 1940 i Bonn) var en schweizisk sprogforsker.
Thurneysen studerede 1875—80 i Basel, Leipzig, Berlin og Paris. Han blev 1882 privatdocent i romansk og keltisk filologi i Jena og 1886 ekstraordinær professor i romansk filologi sammesteds. I 1887 blev Thurneysen ordentlig professor i sammenlignende sprogvidenskab i Freiburg i. B.; 1913 kom han i samme egenskab til Bonn. I bogen Keltoromanisches (Halle 1884) bevæger Thurneysen sig endnu på et grænseområde mellem keltisk og romansk, men snart kom keltisk til at stå i forgrunden. Hans navn er knyttet til et par af de vigtigste opdagelser, der i det 19. århundrede er gjort på den keltiske sprogvidenskabs område (L’accentuation de l'ancien verbe irlandais, 1884; Die Verbalpartikel ro, 1900), og han er forfatter til Handbuch des Alt-Irischen (1909). Desuden har han store fortjenester af irsk litteraturvidenskab (teksthistorie og realfortolkning). Thurneysen var dog ikke udelukkende keltisk forsker, men har på en række meget forskellige omraader af den indoeuropæiske sprogvidenskab ydet skarpsindige og værdifulde bidrag til forskningen.